# Björkblekmaskspinnare
Björkblekmaskspinnare (Ochropacha duplaris) är en fjärilsart som beskrevs av Carl von Linné 1761. Björkblekmaskspinnare ingår i släktet Ochropacha och familjen sikelvingar. Arten är reproducerande i Sverige. Inga underarter finns listade i Catalogue of Life.

## Bildgalleri

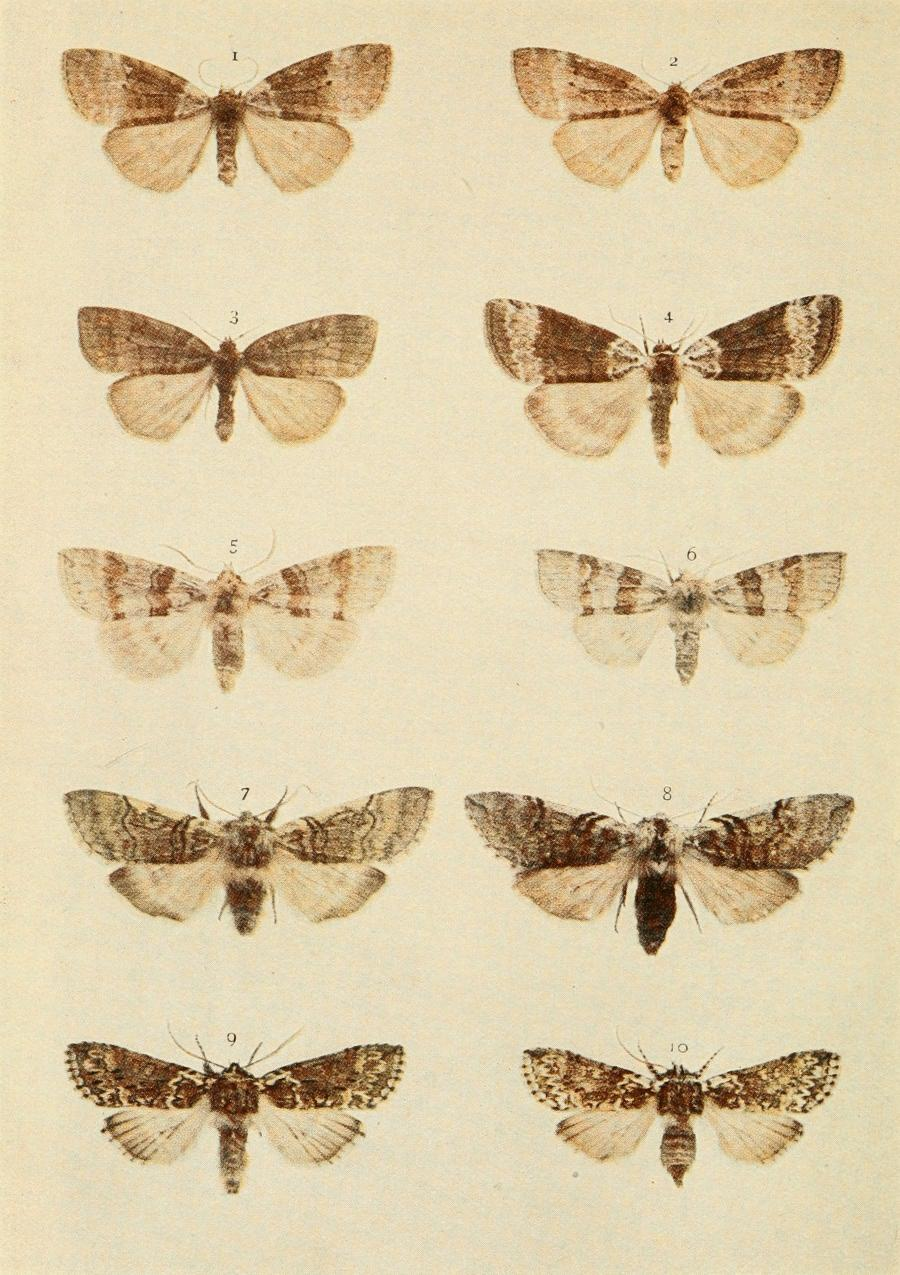
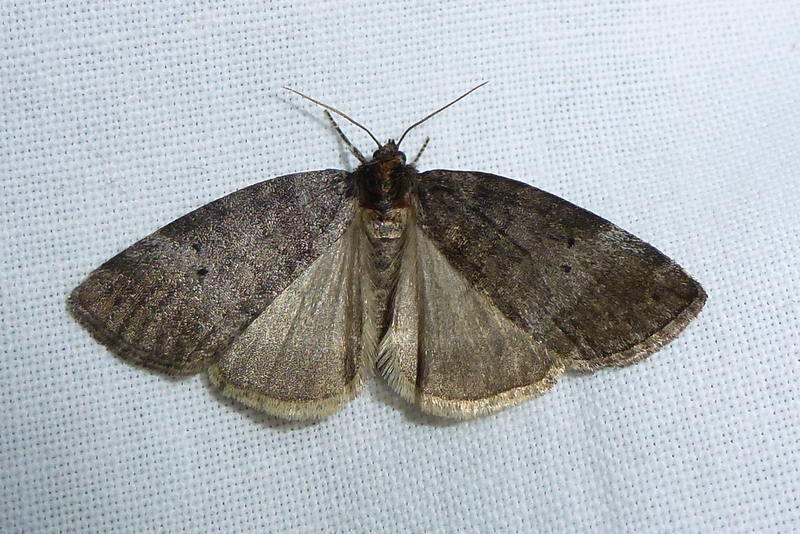